# Monroe (Géorgie)
Pour les articles homonymes, voir Monroe.
La ville américaine de Monroe est le siège du comté de Walton, dans l’État de Géorgie.

## Patrimoine
- Monroe Museum

## Démographie
| 1870 | 1880 | 1890 | 1900  | 1910  | 1920  |
| ---- | ---- | ---- | ----- | ----- | ----- |
| 438  | 530  | 983  | 1 846 | 3 029 | 3 211 |

| 1930  | 1940  | 1950  | 1960  | 1970  | 1980  |
| ----- | ----- | ----- | ----- | ----- | ----- |
| 3 706 | 4 168 | 4 542 | 6 826 | 8 071 | 8 854 |

| 1990  | 2000   | 2010   | - | - | - |
| ----- | ------ | ------ | - | - | - |
| 9 759 | 11 407 | 13 234 | - | - | - |

Lors du recensement de 2010, sa population s’élevait à 13 234 habitants.

## Source
- (en) Cet article est partiellement ou en totalité issu de l’article de Wikipédia en anglais intitulé « Monroe, Georgia » (voir la liste des auteurs).